# De Cerf
De Cerf was een Belgische adellijke familie.

## Genealogie
- Louis-Joseph de Cerf (Andenne, 29 november 1704, ?) was een bourgeois van Namen, × Marie-Elisabeth Tutelair
  - Charles-Joseph de Cerf (1746-1823), × Marie-Aldegonde Pasquier (? -1844)
    - Jeanne Victorine Joseph de Cerf (1777-1863), × Jean-Nicolas de Saint-Hubert de Fulfaux (1771-1822), rechter.
    - Simon Charles Isidore de Cerf (zie hierna)
    - Pierre Joseph de Cerf (1785-18 februari 1854), hypotheekbewaarder en luitenant-kolonel van de burgerwacht van Namen, × (4 november 1815) Catherine Antoinette Peeters (?- 26 maart 1832)
      - Charles Julien Joseph de Cerf (zie hierna)
      - Isidore Adolphe Joseph de Cerf (Namen, 1824- Schaerbeek, 22 december 1887), militaire officier, × (Ath, 4 mei 1862) Adele Josephine Ponchaux (? - Scherbeek, 28 mei 1888)
        - Léon Augustin Joseph Adolphe (Tournai, 1862-?) × Mathilde Juliette Adélaïde Bar
          - Marcel Léon Jean Georges (Anzin, 5 augustus 1894-?) × (Anzin, 3 april 1920) Suzanne Moreau (?-?)

        - Georges Leopold Édouard Ghislain (Ath, 21 juli 1864 -18 november 1898), × (10 maart 1893) Hortence Leonline Louise Fontaine (1869-?)
          - Albert Georges Isidore Alphonse (Anzin, 19 juli 1894-?)

        - Marie Charlotte Ghislaine (Tournai, 1872-?)

      - Charlotte Victorine de Cerf (Namen, 1826-1901)

    - Marie Anne Thérèse de Cerf (Namen, 1788-Namen, 1824), × (24 juni 1812) M.-J.-François-Justin de Labeville (1777-1849)
    - Marie Louise Charlotte de Cerf (Namen, 1793-Schaerbeek, 1867), × Augustin-Florent Monseu (Dinant, 1777-Namen, 1862), cavalerieofficier, majoor commandant van de stad en de citadel van Dinant, ridder van de Leopoldsorde.[1]

## Simon de Cerf
Simon Charles Isidore Joseph de Cerf (Namen, 28 januari 1779 - Roermond, 9 juli 1869), ridder van het Orde van het Heilig Graf van Jeruzalem, vocht in de legers van Napoleon I (hij was grenadier-vrijwilliger van de Nationale Garde in 1814 in het korps van generaal Maison in Rijsel en kreeg de Sint-Helenamedaille, de decoratie van de Orde van de Lelies in 1814) en werd inspecteur van registratie en domeinen na een carrière Durbuy en andere Belgische steden, vervolgens in Parijs en in de departementen Ourthe, Schelde en Samber-en-Maas. Hij was een zoon van Charles-Joseph de Cerf, rechter in Namen, en van Marie-Aldegonde Pasquier. Hij verkreeg in 1851 adelserkenning en in 1856 werd hem de titel ridder toegekend, overdraagbaar bij eerstgeboorte. Op 12 augustus 1857 werd hij op persoonlijke titel baron. Hij trouwde in Schalkhoven met Beatrix de Kölcken-Disdonck (1788-1866). Het echtpaar bleef kinderloos. Ze liggen begraven op het oude kerkhof van Roermond. Bij de dood van Simon de Cerf doofde deze tak uit.

## Charles de Cerf
- Charles Julien Joseph de Cerf (Namen, 21 februari 1822 - Saint-Servais, 7 september 1899) was controleur van belastingen. Hij trouwde in Namen in 1844 met Marie-Antoinette-Euphrosine (Julie) Arnould (1822-1859) en hertrouwde in 1879 met Félicie Dijeux (1845-1917). Hij had twee kinderen uit het eerste en een uit het tweede bed. In 1851 verkreeg hij samen met zijn oom adelserkenning.
  - Marie de Cerf trouwde met Camille Dumon
  - Charles-Isidore de Cerf (1853-1/12/1915 Ciney-Biron (België)) (Pro Pontifice et Ecclesia kruis) trouwde (25 august 1875) met Julie Hauzeur (1853-1931). Ze kregen elf kinderen:
    - Marie-Eléonore-Hyacinthe-J. (1876-1952).
    - Germaine-Marguerite-Hyacinthe-M.-J. (1877-1927).
    - Valentine-Th.-Charlotte-M.-G. (1879-1922).
    - Marguerite-Charlotte-M.-J.-G. (1881-1965)
    - Charles-Camille de Cerf (1883-1965), trouwde tweemaal en had een enige zoon, Charles de Cerf (1923-1995), militair, die vrijgezel bleef en bij wiens dood de familie De Cerf is uitgedoofd.
    - Georges-M.-J.-Fr.-G.-J. (1885-1887).
    - Georges de Cerf (1887-1968) had een enige dochter, Madeleine (1912-1962 (Courlandon, Frankrijk)).
    - Marie-Thérèse de Cerf (1889-1971) trouwde met Fernand Lippens (1886-1928).
      - Georges Lippens de Cerf (1923 [Etterbeek (België)]-2019 [Ciney-Biron (België)]).

    - Albert-M.-G. (1891-1970 (Ciney-Biron)).
    - Charlotte-Magdeleine-Pauline-M.-J. (1893-1894).
    - Franz-Ch.-Antoine-M.-J. (1895-1959).